# Alexandra Stan
Alexandra Ioanna Stan, född 10 juni 1989 i Constanța, är en rumänsk sångerska. Hennes genombrottslåt "Mr. Saxobeat" nådde en förstaplats först i hemlandet på Romanian Top 100 och senare i andra delar av Europa. I Sverige blev låten placerad på topp 3 våren 2011. 

## Diskografi

### Album
- 2011 - Saxobeats
- 2013 - Cliché (Hush Hush)
- 2014 - Unlocked
- 2016 - Alesta
- 2018 - Mami

### Singlar
- 2009 – "Lollipop (Param Pam Pam)"
- 2010 – "Mr. Saxobeat"
- 2011 – "Get Back (ASAP)"
- 2011 – "1 Million"
- 2012 – "Lemonade"
- 2012 – "Cliché (Hush Hush)"
- 2013 – "All My People"
- 2014 – "Thanks For Leaving"
- 2014 – "Cherry Pop"
- 2014 – "Dance"
- 2014 – "Give Me Your Everything"
- 2014 – "Vanilla Chocolat"
- 2015 – "We Wanna" (med Inna feat. Daddy Yankee)
- 2015 – "I Did It, Mama!"
- 2016 – "Balans" (feat. Mohombi)
- 2016 – "Écoute" (feat. Havana)
- 2016 – "Boom Pow"
- 2017 – "9 Lives" (feat. Jahmmi)
- 2017 – "Boy Oh Boy"
- 2017 – "Noi Doi"
- 2018 – "Mami"
- 2019 – "I Think I Love It"
- 2020 – "Obsesii"